# Ferré muet... dirige
Albums de Léo Ferré
L'Espoir
(1974) Je te donne
(1976)
 Ferré muet... dirige  est un album de Léo Ferré paru en 1975. C'est le seul album instrumental de sa discographie bien qu'il ait projeté d'en publier d'autres dans les années 80.

## Genèse
À la suite du non-renouvellement de son contrat avec la maison de disques Barclay faute d'avoir trouvé un terrain d'entente, Léo Ferré signe chez CBS mais se voit interdire, par une clause qu'Eddie Barclay choisit de ne pas lever, de publier tout enregistrement de sa voix durant environ un an. Plutôt que d'attendre sans rien faire, il choisit de mettre en avant ses aptitudes de chef d'orchestre en dirigeant une œuvre-maîtresse de Maurice Ravel : le Concerto pour la main gauche, alors au programme de la série de concerts symphoniques qu'il donne cette année-là en Suisse, en Belgique et en France. Il y adjoint les versions instrumentales de ses plus récentes compositions, qui ont été orchestrées de manière à « tenir » sans la présence d'une ligne vocale. Au recto de la pochette, on peut lire cette apostrophe : 

« Je n'ai pas le droit de chanter mes chansons nouvelles jusqu'au 1er novembre 1976. Pia Colombo le fait à ma place, dans un disque accouplé à celui-ci. Quant à moi, je fais jouer, tout seuls, mes instruments, et ceux de Ravel, avec humilité. L'exploitation de l'Artiste par l'homme est un aspect du proxénétisme contemporain. Le « chanteur » ne vit pas forcément sur le trottoir. Et pourtant... »

— Léo Ferré
Conjointement à cet album sort donc l'album Pia Colombo chante Ferré 75, qui contourne l'interdiction juridique. Pia Colombo y « prête » sa voix à Ferré pour faire entendre le répertoire ici « muet ». Ferré chantera lui-même « Love », « Requiem », « La Mort des loups » et « Muss es sein ? Es muss sein ! » sur son album suivant (Je te donne).

## Réception et postérité
En 2003, la danseuse et chorégraphe Marie-Claude Pietragalla intègre « Requiem » dans son ballet Ni Dieu ni maître, donné avec le Ballet National de Marseille au Théâtre Toursky de Marseille et à l'Olympia à Paris.
En 2009, les frères Larrieu utilisent de larges extraits de « Love » et « La Mort des loups » dans la bande-son de leur film de science-fiction apocalyptique Les Derniers Jours du monde.
En 2016, à l'occasion d'un concert donné pour le centenaire de la naissance de Léo Ferré, l'orchestre philharmonique de Radio France sous la direction de Bruno Fontaine interprète « Requiem », « La Mort des loups », « Love » et « Muss es sein ? Es muss sein ! ».

## Titres
Les musiques sont de Léo Ferré, sauf mention contraire. 
| 1. | Love              | 10:56 |
| 2. | Requiem           | 7:41  |
| 3. | La Mort des loups | 9:17  |

| 4. | Concerto pour la main gauche (Musique : Maurice Ravel) | 19:30 |
| 5. | Muss es sein ? Es muss sein !                          | 3:30  |

## Musiciens
- Dag Achatz (en) : piano (piste 4)
- Orchestre Symphonique de Milan (piste 4)
- Orchestre Symphonique de Liège (pistes 1, 2, 3, 5)
- Chœurs du Théâtre de La Monnaie (piste 1, 2)
- Jeanne Thierry : voix soliste (piste 1)

## Production
- Orchestrations et direction musicale : Léo Ferré
- Prise de son : ?
- Production : ?
- Crédits visuels : Patrick Ullmann